# الأحرار (أسوان)
قرية الأحرار هي إحدى القرى التابعة لمركز إدفو في محافظة أسوان في جمهورية مصر العربية.